# Zürcher Studierendenzeitung
Die Zürcher Studierendenzeitung (ZS) ist eine in Zürich erscheinende Studentenzeitung. Sie erscheint seit 1923 (zu Beginn als Zürcher Student, ab 1981 zürcher student/in, ab 1993 zürcher studentin) und ist damit die älteste kontinuierlich erscheinende Studierendenzeitung der Schweiz. Zu ihren bekanntesten Autoren zählen Max Frisch und Kurt Tucholsky oder später Constantin Seibt und Ruedi Widmer. Max Frisch veröffentlichte im April 1932 im «Zürcher Student» seinen ersten Prosatext. Auch der Schweizer Schriftsteller Hermann Burger publizierte seinen ersten Text im «Zürcher Student».
1930 bis 1933 Jahren war die Zeitung unter der Leitung von Robert Tobler frontistisch geprägt, ab den 1968 Jahren politisch links. 2007 wurde die Zeitung mit neuer Orientierung, höherer Auflage und Finanzierung durch Inserate neu lanciert. 2012 wurde die ZS mit dem Pro-Campus-Presse-Award als beste deutschsprachige Studierendenzeitung ausgezeichnet. 2016 gewann sie bei der gleichen Ausschreibung den dritten, 2017 und 2023 erneut den ersten Preis. Weil sie ihre Unabhängigkeit wahren will, kommt es regelmässig zu Finanzierungsproblemen.
Seit 2022 sind sämtliche Ausgaben der ZS digitalisiert und auf der Plattform E-Periodica einsehbar. 2023 erschien anlässlich des 100-jährigen Bestehens der ZS das Buch "100 Jahre Zoff", das die Geschichte der ZS in Texten und Interviews von und mit ehemaligen Beteiligten darlegt.